# Literalismo jurídico
El literalismo o textualismo es una teoría de interpretación de la ley según la cual el significado ordinario de un texto legal debe regir su interpretación, donde se postula la interpretación de la ley por medio del método exegético, por lo que no se considera las fuentes no textuales, tales como: el espíritu del legislador en la sanción de esa ley (método histórico), el problema que intentó remediar esa ley (método teleológico) o preguntas sustantivas respecto a la justicia o rectitud de esa ley.
En la Corte Suprema de los Estados Unidos, el juez conservador Antonin Scalia fue uno de sus principales exponentes.